# Monte Matto (Toscana)
Il Monte Matto (Mont Mat in dialetto lunigiano) è una montagna dell'Appennino Tosco-Emiliano alta 1.836 metri.

## Geografia
La vetta della montagna è ubicata interamente in Toscana, sebbene il complesso montagnoso segni il confine tra Emilia e Toscana, tra i comuni di Corniglio, (Parma), e Bagnone, (Massa-Carrara), all'interno del contesto del Parco Nazionale dell'Appennino Tosco-Emiliano.

## La montagna e i percorsi
Il versante toscano della montagna è molto scosceso, ma nonostante la grande pendenza è costellato di numerosi sentieri montani che salgono lungo i due lati del torrente Tanagorda (tributario di destra del Bagnone (torrente), a sua volta affluente del fiume Magra). Vicino al Monte Matto è situata la cima del monte Nagutto (1.780 m).
Il monte si trova posizionato a nord-ovest del Monte Paitino (1.817 m) e del Monte Sillara (1.861 m) e a sud-est del Monte Brusa (1.796 m).
Dal Bagnonese il complesso del monte Matto assume la caratteristica forma a V rovesciata determinata dall'antistante monte Nagutto che oscura la vicina cima più elevata. Questo effetto ottico è visibile solo dal lato lunigianese poiché sul versante emiliano la cima del monte Matto perde qualsiasi particolare fattezza ed è facilmente scalabile dal passo di Fugicchia (1.595 m) dal quale è poi possibile discendere ad un vicino lago denominato I Lagoni, raggiungibile tramite una strada sterrata che collega il Passo del Lagastrello al Passo di Cirone.